# Aïn Ben Beida
Aïn Ben Beida est une commune de la wilaya de Guelma en Algérie.